# Lipotriches sphecodoides
Lipotriches sphecodoides är en biart som först beskrevs av Gregory B. Pauly 1991.  Lipotriches sphecodoides ingår i släktet Lipotriches och familjen vägbin. Inga underarter finns listade i Catalogue of Life.